# Цоларич, Алойз
Алойз Цоларич (словен. Alojz Colarič; 13 июня 1905, Слиновце — 29 ноября 1977, Ново-Место) — югославский словенский партизан времён Народно-освободительной войны Югославии.

## Биография
На фронте Народно-освободительной войны с 1941 года. Сначала трудился на должности полевого работника. С апреля 1942 года служил в партизанских отрядах политруком, с того же года член Коммунистической партии Словении. Был политруком в роте Горянского батальона, 2-м батальоне 5-й словенской ударной бригады, при артиллерии 15-й словенской дивизии, в Белокраньском отряде 18-й словенской дивизии и в школе младших офицеров 7-го словенского армейского корпуса. Награждён медалью «Партизанская память».
После войны занимал ряд административных должностей в органах народной власти в Словении, возглавлял райком в Кршке.